# Casa Cornadó
La Casa Cornadó és una obra de Llardecans (Segrià) inclosa a l'Inventari del Patrimoni Arquitectònic de Catalunya.

## Descripció
Habitatge entre mitgeres que fa cantonada, de planta baixa i dos pisos. La planta baixa té una bona porxada. A l'entrada, enllosada, dos arcs carpanells amb una columna al mig donen accés a l'escala i als estables. Destaca la sala principal i un petit dormitori annex amb pintures de principis de segle. Les parets són en carreus irregulars arrebossats a la façana. Sota l'entrada hi ha el celler de volta.

## Història
Com es pot apreciar en l'emplaçament, la propietat es troba partida en dues. És així que la meitat esquerra ha estat totalment renovada, fent malbé la composició total amb façana horrible.